# 43P/Wolf-Harrington
La 43P/Wolf-Harrington è una cometa periodica dalla storia e dalla composizione non comune.
La cometa fu scoperta il 22 dicembre 1924 da Max Wolf, ma fu considerata persa in quanto non fu osservata ai successivi passaggi. Fu poi riscoperta il 4 ottobre 1951 da Robert G. Harrington.
La cometa mostra nettamente di essere perturbata da una forza non gravitazionale (nelle comete attive l'espulsione di gas e polveri provoca un effetto razzo con direzioni preferenziali, questo effetto a seconda del verso di rotazione della cometa può provocare un accorciamento o un allungamento del periodo orbitale, oltre a variazioni del periodo di rotazione e dell'orientamento del nucleo cometario rispetto al Sole). Ad esempio con il passaggio al perielio del 2016 il periodo orbitale è passato da 6,13 a 9,02 anni
La cometa mostra emissioni di CN (Cianogeno) ma non di C2 (carbonio biatomico).